# Diaspora (botanika)
Diaspora je každý rostlinný orgán vzniklý pohlavně či nepohlavně, který může dát vzniknout novému jedinci a jímž se jedinci rozšiřují. U stepních běžců jako je například katrán, může být diasporou celá rostlina.